# Shub-Niggurath
A lovecrafti mitológia egyik távoli, nehezen meghatározható, de gyakran emlegetett figurája. Általában fekete kecskének írják le, körülötte „ezer” ivadékával. Nyilván nősténykecskéről van szó, bár vannak, akik a boszorkányszombatok fekete kecskebakjával, a förtelmes Hircus Nocturnusszal azonosítják. Más elképzelések szerint a kecske megjelölés csak szimbolikus, és ördögi természetére, sötét bujaságára utal, vagy arra az alakra vonatkozik, amelyet megjelenésekor ölthet magára. Ugyanis Shub-Niggurath – hasonlóan a legtöbb lovecrafti(ánus) lényhez – mágikus rítusok segítségével idézhető meg. Követői, akik a druidizmus lehanyatlása óta titokban gyűlnek össze, szélsőségesen perverz, orgiasztikus szertartásokat mutatnak be a tiszteletére, amelyek némelyikéhez egykor az emberáldozat is hozzátartozott (bár egyesek szerint ez még ma sincs másképp). Shub-Niggurath gyakran valamelyik szörnyű ivadékát küldi maga helyett az őt megidéző híveihez. Ez a túlvilági küldött viszont gyakran segítségükre van rosszindulatú, perverz, elfajzott mesterkedéseikben, vagyis egyfajta familiárisként tevékenykedik.